# Digital Native
Als digital native (deutsch „digitaler Eingeborener“, Plural digital natives) wird eine Person der gesellschaftlichen Generation bezeichnet, die in der digitalen Welt aufgewachsen ist. Im Gegensatz dazu stehen die Begriffe des digital immigrant (deutsch „digitaler Einwanderer“ oder „digitaler Immigrant“) für jemanden, der diese Welt erst im Erwachsenenalter kennengelernt hat, sowie des Digital Outsider für jene, die außerhalb der digitalen Welt bzw. ohne einen digitalen Bezug zu ihr leben.

## Etymologie
Das erste Mal tritt der Begriff native im technologischen Zusammenhang in der 1996 veröffentlichten Unabhängigkeitserklärung des Cyberspace von John Perry Barlow auf. In dieser heißt es in einem Absatz:
„You are terrified of your own children, since they are natives in a world where you will always be immigrants.“
Der Begriff digital native wurde von Marc Prensky geprägt, einem ausgebildeten Pädagogen und Manager mit Aktivitäten auch im Bereich E-Learning. Als Ursprünge gelten der Artikel Digital Natives, Digital Immigrants in der Zeitschrift On the Horizon im Oktober 2001 und der Folgeartikel Do They Really Think Differently? im Dezember 2001. Als Übertragungen von „Digital Natives“ ins Deutsche werden „[die] Digital-Nativen“, „[die] Digitalen Einheimischen“, „[die] digitalen Eingeborenen“, „[die] digitalen Ureinwohner“ und Ähnliches verwendet.
Ein Synonym aus dem Englischen ist born digital („digital geboren“), das schon früher für Medien und Kunst verwendet wurde, die rein digital entstanden sind. Verwandt sind auch die Begriffe der Generation Internet und Generation C64.

## Beschreibung
Prensky beschreibt im Jahr 2001 mit Digital Natives alle Schüler vom Kindergarten bis zum College. Er behauptet in seiner These, es sei die erste Generation, welche von klein auf mit der neuen Technik des digitalen Zeitalters aufgewachsen ist. Computerspiele, E-Mails, Internet, Mobiltelefone und Instant Messaging seien integrale Bestandteile ihres Lebens, sie wurden schon früh damit sozialisiert. Diese allgegenwärtige Ausstattung und die massive Interaktion damit führe zu anderen Denkmustern und zu einem fundamentalen Unterschied, Informationen zu verarbeiten. Sie seien gewohnt, Informationen sehr schnell zu empfangen, sie lieben es, in Multitasking zu arbeiten. Sie lieben den Direktzugriff auf Informationen (im Gegensatz zum seriellen), ziehen die Grafik dem Text vor und funktionieren am besten, wenn sie vernetzt sind. Sie gedeihen bei sofortiger und häufiger Belohnung.
John Palfrey und Urs Gasser ziehen mit 1980 als ältestem Geburtsjahrgang von Digital Natives in ihrem 2008 erschienenen Buch Born Digital eine noch deutlichere Grenze.
Während Digital Natives attestiert wird, sich gut im Internet und mit neuen Technologien auszukennen, zeigt sich in einer Studie von 2016, dass sie oft noch nicht in der Lage sind, zwischen glaubwürdigen und unglaubwürdigen Inhalten im Internet zu unterscheiden. Die ICILS-Studie 2018 zeigt, dass nur 2 % aller getesteten Schüler über die Fähigkeit verfügen, Informationen aus dem Internet kritisch zu analysieren. Digitale Kompetenzen sind mehr vom sozioökonomischen Hintergrund abhängig als vom Alter. Diese Ergebnisse sind konform mit dem, was aus dem Forschungsbereich zur Digitalen Kluft bekannt ist.
Digital Immigrants sind mit diesen Techniken nicht von klein auf vertraut, sie adaptieren ihre Umwelt, um damit zu arbeiten. Als Kennzeichen bringt Prensky folgende Beispiele: Sie drucken eher eine E-Mail aus oder lassen sie sich von der Sekretärin ausdrucken. Sie bringen eher Leute physisch ins Büro, um ihnen eine Webseite zu zeigen, als dass sie nur die URL versenden. Um einen Text zu überarbeiten, drucken sie ihn vorher aus. Sie können sich nicht vorstellen, dass man, während man Musik hört oder Fernsehen schaut, lernen kann, weil sie es selbst nicht können, da sie es in ihren Jugendjahren nicht gemacht haben. Primär sind mit der Gruppe die Geburtenjahrgänge vor 1970 gemeint.
Zwischen diesen beiden Gruppen besteht eine Kluft hinsichtlich der IT- und Computernutzung. Die Schüler sind nicht mehr dieselben wie früher. Man hat nach Prensky dadurch die Unterrichtsmethoden und den Inhalt anzupassen.
Der Management-Professor Don Tapscott befasst sich seit seinem Buch Net Kids (1998) mit den Auswirkungen und Veränderungen, die das Aufwachsen der Generation der Digital Natives auf alle Bereiche der Gesellschaft hat. Im Bestseller Wikinomics (2006) beschreibt er insbesondere die Folgen für die Wirtschaft. Für sein Buch Grown up digital (2008) hat er 11.000 Jugendliche zu ihrem Netznutzungsverhalten befragen lassen.
Nach Moshe Rappoport von IBM Research zeichnet sich die junge Generation auch durch Risikobereitschaft und schnelles Handeln aus, analog zu Computerspielen, wo man mit Risikoverhalten schnell zum Ziel komme beziehungsweise nach einem Game over einfach neu beginne. Galt man früher als gescheitert, wenn eine Geschäftsidee nach zwei Jahren nicht mehr funktionierte, so gehe es heute stärker darum, Ideen auszuprobieren, umzusetzen und gegebenenfalls wieder zu verwerfen. Die Akzeptanz bei der Einführung technischer Innovationen in Unternehmen wäre ebenfalls wichtig. Deshalb werde es beim Eintreten der Digital Natives in die Führungsebenen zu einem radikalen Umdenken in Unternehmensführungen kommen.

## Studien zum Konzept
Verschiedene Studien öffentlicher, akademischer und privater Institutionen zum Mediennutzungsverhalten von Jugendlichen haben sich mit der Identifikation typischer Muster im Verhalten von Digital Natives auseinandergesetzt, zum Beispiel:
- ARD/ZDF Langzeituntersuchung Massenmedien (1964–2005)
- Statistisches Bundesamt: Informations- und Kommunikationstechnologien in privaten Haushalten (2002–2006)
- Institute for Social Research, University of Michigan: Changing Times of American Youth (1981–2003)
- Kaiser Family Foundation: Kids & Media @ the New Millennium (1999)
- DIVSI: Kinder, Jugendliche und junge Erwachsene in der digitalen Welt[17] (2014)

Die DIVSI-Studie hat ermittelt, dass im untersuchten Alterssegment (unter 25 Jahren) kaum Offliner zu finden sind (über 98 % benutzen das Internet) und die Unterscheidung zwischen on- und offline zunehmend verschwindet. Allerdings wurde auch deutlich, dass es in der Darstellung des Verhaltens von Digital Natives Verzerrungen gibt:

„Die Bedeutung von Facebook-Freunden wird offensichtlich meist falsch dargestellt. Laut unserer Studie unterscheiden die Befragten sehr deutlich zwischen Online-Freunden, persönlichen Bekannten und echten engen Freunden.“

## Kritik am Konzept
Die Definition von Begriffen wie „Digital Natives“ wird unter anderem von Rolf Schulmeister für falsch erachtet. Eine Klassifizierung als „Digital Native“, „Generation Y“, „Millennial“ oder Ähnlichem wird von mehreren Medienwissenschaftlern abgelehnt, weil hinsichtlich des tatsächlichen Nutzungsverhaltens (das heißt, für welche Aktivitäten die Medien verwendet werden) kaum Unterschiede zu früheren Nutzern feststellbar sind und sich deshalb keine neue Generation im Sinne des Begriffs herausgebildet hat. Ähnlich argumentiert der Historiker Valentin Groebner.
Weiter ist eine reine Klassifikation nach Alter nicht realitätskonform, da nicht selten auch Angehörige der Digital-Immigrant-Generation mit den neuen Medien umgehen, als wären sie damit aufgewachsen. Daneben gibt es auch Angehörige der jungen Generation, die traditionellere Formen von Kommunikation und Zusammenarbeit bevorzugen. Demnach wäre der Begriff des digital native über die Art und Weise des Umgangs mit Medien und Technik zu definieren und nicht über das Alter.
Auch der Medienpädagoge Philippe Wampfler lehnt den Begriff ab und verweist darauf, dass er insbesondere die „digitale Kluft“ unsichtbar mache.
ICDL Europe weisen in ihrer Publikation The Fallacy of the "Digital Native" auf mehrere Indizien hin, weshalb dieser Begriff irreführend ist. So fehle vielen Jugendlichen der kritische Umgang in digitalen Umgebungen. Zudem schätzen Jugendliche ihre digitalen Fähigkeiten häufig höher ein, als diese tatsächlich sind. Sie weisen außerdem darauf hin, dass es eine Unterscheidung zwischen digital lifestyle und digital workplace benötige. Jugendliche eignen sich zwar relativ schnell Fähigkeiten im Entertainmentbereich an, was sich aber eher auf passives konsumieren beschränkt. Eine Barriere stellt es jedoch dar, wenn sie die Programme nutzen sollen, um selber Inhalte zu produzieren oder mit anderen gemeinsam zu arbeiten.
Die internationale ICILS-Vergleichsstudie für 2023 bestätigte dies. Demnach sei der Digitalisierungsgrad von Schulanfängern auf über zwei Drittel angestiegen. Dabei verfügten jedoch etwa 40 Prozent aller deutschen Jugendlichen nur über allenfalls „rudimentäre [...] Fähigkeiten“ im Umgang mit Computern und könnten laut Birgit Eickelmann „im Grunde [...] nur klicken und wischen“. Relevante Faktoren für einen wünschenswerten Grad an Medienkompetenz und berufsbildenden Kompetenzen seien in Deutschland laut Studie zudem besonders das Elternhaus und die soziale Herkunft der Kinder und Jugendlichen.